# أبو محمد القاسم الأندلسي
أبو محمد القاسم بن أحمد بن الموفَّق بن جعفر اللورقي المرسي الأندلسي (575هـ/1179م - 661هـ/1263م)، يُلقَّب بعلم الدين. هو نحويٌّ وعالم بالفقه وأصوله والقراءات القرآنية ومُتَكلِّم، أندلسي من مدينة مرسية، يعدُّه المؤرِّخون من رجال المدرسة الأندلسية في النحو.

## حياته
ولِدَ محمد القاسم الأندلسي في مدينة مرسية في الأندلس، وكانت ولادته في سنة 575 من التقويم الهجري، ونشأ في مرسية، ثُمَّ ظلَّ يتردَّد بين مسقط رأسه ومدينة بلنسية، وأخذ العلم في هاتين المدينتين. تلقَّى الأندلسي دروساً في النَّحو والفقه وأصول الفقه وعلم القراءات القرآنية، وبرع في كُلِّ هذه العلوم، إلا أنَّ معرفته العميقة امتدَّت إلى مجالات أخرى من ضمنها المنطق وعلم الكلام. في بلنسية أخذ أبو محمد القاسم القراءات القرآنية وعلوم النحو عن أبي عبد الله محمد بن سعيد المرسي وأبي الحسن علي بن يوسف الداني، وفي مدينة بلنسية عن أبي عبد الله محمد بن أيوب الغافقي وأبي العباس محمد بن علي الأندلسي. تذكر الروايات أنَّه على الرغم من ذكائه إلا أنَّه كان يُعانِي نوعاً من الأمراض العقلية. بعد تلقِّيه العلم في الأندلس بدأ أبو محمد القاسم رحلاته العلمية إلى عدد من الأقطار العربية، بدءاً من المغرب حيث التقى بالجزولي، ثُمَّ اتجه إلى مصر وأخذ علوم القرآن عن أبي الجود اللخمي، وانتقل بعدها إلى مدينة دمشق والتقى هناك بالكندي وحفظ منه كتاب سيبويه وأخذ عنه علوم القرآن وسمع منه كثيراً من كتب الأدب مثل «تاريخ الخطيب» و«الحجة» و«أدب الكاتب»، ثُمَّ غادر إلى بغداد وجلس في مجلس أبي البقاء العكبري وتتلمذ لديه وتعمَّق في علوم الحديث النبوي، وعاد إلى الشام مرةً أخرى ودخل مدينة حلب والتقى فيها بياقوت الحموي، ثُمَّ غادر صوبَ دمشق واستقرَّ هناك. ظلَّ أبو محمد القاسم الأندلسي في مدينة دمشق حتى وافته المنيَّة في السابع من رجب سنة 661 من التقويم الهجري، وفي دمشق ذاع صيته والتفَّ حوله عدد من الطلاب.

## مؤلفاته
- «شرح مقدِّمة الجُزُولي» (يُعرَف أيضًا بالجُزُولِيَّة).
- «شرح مُفَصَّل الزمخشري» (من عشر مجلَّدات، ويُسَمَّى الموصل).[6]
- «شرح الشاطبيَّة» (كتاب في القراءات القرآنية، ويُسَّمى المفيد في شرح القصيد، ويشرح فيه قصيدة الشاطبي).[4][6]
- قام بتأليف قصيدة ميمية يصِفُ فيها رحلته إلى المشرق،[6] نُشِرت القصيدة في مجلة مجمع اللغة العربية في دمشق، في عددها الصادر في عام 1988، بتحقيق ياسين محمد السواس.[7]